# Принсес-Таун (Гана)
Принсес-Таун (англ. Princes Town) — населённый пункт на юге Ганы. Расположен на территории муниципального района Аанта-Уэст в Западной области, к северо-западу от мыса Три-Пойнтс, к юго-востоку от Аксима и к юго-западу от районного центра Агона. Население около 5200 человек по переписи 2010 года.

## География
Принсес-Таун расположен южнее слияния двух рек (Nyala и Kpane). В Принсес-Таун существует паромное сообщение через эстуарий. В прошлом его ширина составляла около 15 м, но из-за береговой эрозии в настоящее время он стал шире. В прошлом река Nyala служила для транспортировки леса. Восточнее расположена большая закрытая лагуна (Ehonle Lagoon), в которой преобладают мангровые растения рода Ризофора, а рода Авиценния — отсутствуют. Лагуна и её божество почитаются местными жителями. Запрещено убивать обезьян, обитающих в районе лагуны, и продавать рыбу, лобстеров и моллюсков, выловленных в лагуне.
Принсес-Таун населяет народ нзима. Местное название поселения — Kpokeso (Pokeso, Pocqueso), Pokesu или Bokaso. В конце сентября — начале октября празднуется неделю Кундум.
Жители занимаются рыбной ловлей в заливе и реке Nyala, улов продаётся в Агона. Принсес-Таун находится в самой влажной части Ганы, почвы сильнокислые. На таких почвах растут только некоторые сельскохозяйственные культуры. В Принсес-Таун находятся госу каучуковые плантации. Также здесь растёт масличная пальма и кокосовая пальма.

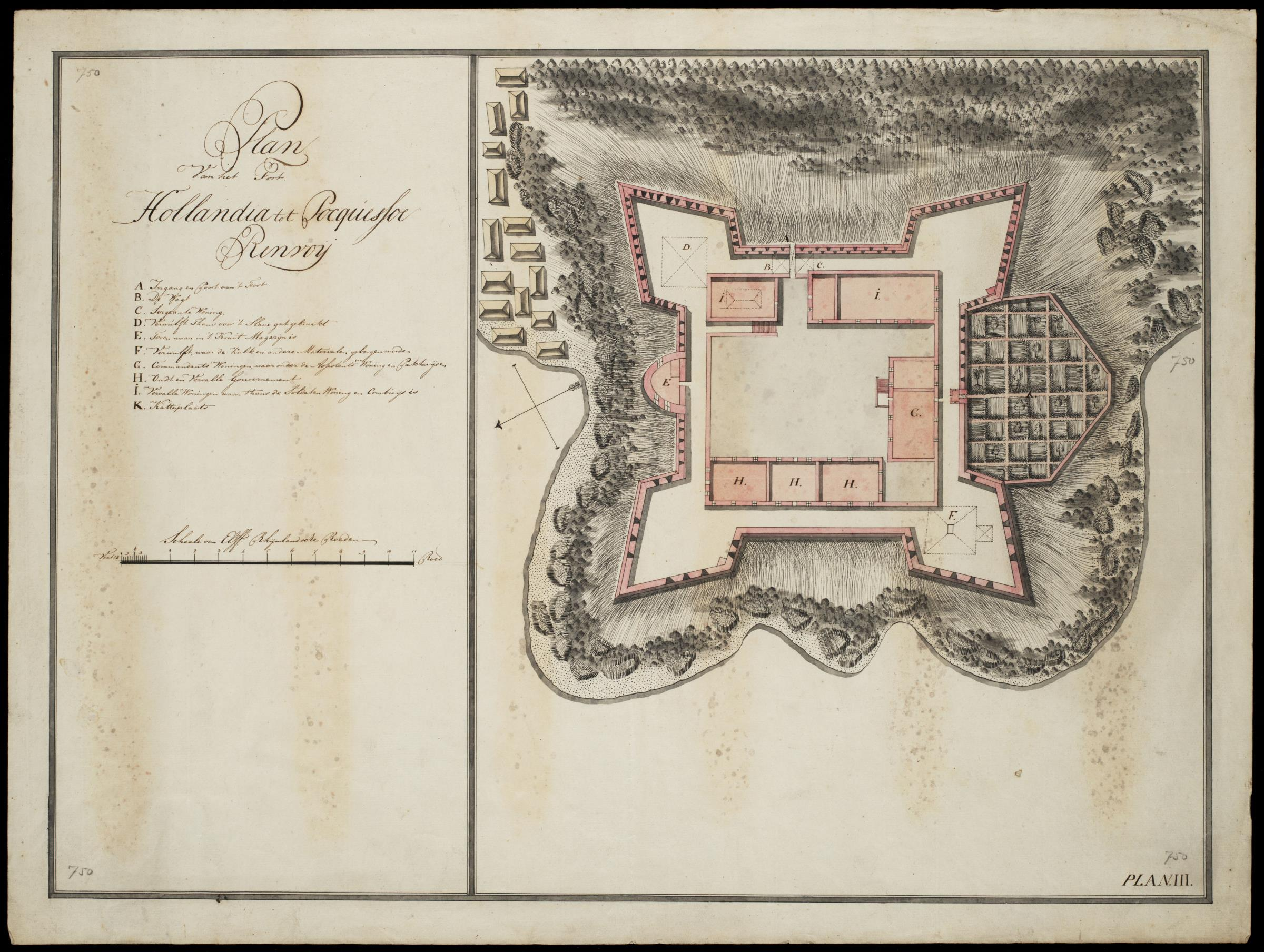
План форта Большой Фридрихсбург в Принсес-Таун

## Форт Большой Фридрихсбург
Южнее Принсес-Тауна расположен форт Большой Фридрихсбург. В 1682 году курфюрст Бранденбурга Фридрих Вильгельм I основал Бранденбургско-африканскую компанию. Форт заложил Отто Фридрих фон дер Грёбен 1 января 1683 года и он стал частью бранденбургского Золотого Берега. Форт был центром трансатлантической работорговли. В 1718 году Большой Фридрихсбург был продан голландской Вест-Индской компании и в 1724 году форт стал частью голландского Золотого Берега под названием форт Голландия (Fort Hollandia). В 1979 году форты и замки Вольты, Большой Аккры, Центрального и Западного регионов внесены в список объектов всемирного наследия ЮНЕСКО.